# 贵阳轨道交通S1线
贵阳轨道交通S1线是中国贵州省贵阳市的一条的城市轨道交通线路。一期线路起自线路全长30.32公里，起自皂角坝站，终至望城坡站，共设车站13座，2018年5月开工建设，于2024年12月28日通车。代表色为紫色。

## 概述
贵阳轨道交通S1线为贵阳轨道交通一条地铁骨干线路，也是贵安新区的第一条城市地铁骨干线路，连接贵阳和贵安新区两地。线路起于贵安新区皂角坝站，向东经石板镇、金筑街道进入经开区后沿黄河路北上，止于望城坡站，经过贵安新区、花溪区、经开区及南明区四个行政区。线路全长30.32千米，其中地下线22.64千米，高架及地面线7.68千米，共设车站13座，其中地下站11座，高架站2座，平均站间距2.46千米，最大站间距5.83千米，最小站间距0.95千米。在皂角坝设皂角坝车辆段，在石板镇设石板停车场。线路分别在金马中路站及中曹司站附近设主变电所2座。在中曹司站附近设控制中心。车辆采用地铁B型列车，最高运行速度为100km/h，初近远期均为6辆固定编组。

## 车站
S1线共设13座车站，其中地下站11座、高架站2座。

### 换乘站
- 望城坡站：换乘1号线。两线站厅直接连通，为站厅换乘。
- 中曹司站：换乘3号线。3号线建设时已做预留，为站台垂直换乘。

### 车站列表
| 站名 （中文名） | 站名 （英文名） | 工程名   | 车站及站台形式 | 换乘线路 | 开通日期       |
| --------------- | --------------- | -------- | -------------- | -------- | -------------- |
| 皂角坝          | Zaojiaoba       | 皂角坝   | 地下岛式站台   |          | 2024年12月28日 |
| 贵安            | Gui'an          | 贵安     | 地下岛式站台   |          | 2024年12月28日 |
| 大科城          | Dakecheng       | 百马路   | 地下岛式站台   |          | 2024年12月28日 |
| 数谷大道        | Shugu Avenue    | 数谷大道 | 地下岛式站台   |          | 2024年12月28日 |
| 星月湖          | Xingyuehu       | 东纵线   | 地下岛式站台   |          | 2024年12月28日 |
| 大龙井          | Dalongjing      | 麦湖路   | 高架岛式站台   |          | 2024年12月28日 |
| 天河潭          | Tianhetan       | 天河潭   | 高架侧式站台   |          | 2024年12月28日 |
| 石板哨          | Shibanshao      | 石板镇   | 地下岛式站台   |          | 2024年12月28日 |
| 金竹            | Jinzhu          | 金竹     | 地下岛式站台   |          | 2024年12月28日 |
| 中曹司          | Zhongcaosi      | 中曹司   | 地下岛式站台   | █ 3号线  | 2024年12月28日 |
| 锦江路          | Jinjiang Road   | 锦江路   | 地下岛式站台   |          | 2024年12月28日 |
| 小河            | Xiaohe          | 黄河北路 | 地下岛式站台   |          | 2024年12月28日 |
| 望城坡          | Wangchengpo     | 望城坡   | 地下岛式站台   | █ 1号线  | 2024年12月28日 |